# Gmina Cedar (hrabstwo Cherokee)

Położenie Gminy Cedar w hrabstwie Cherokee

Gmina Cedar (ang. Cedar Township) – gmina w USA, w stanie Iowa, w hrabstwie Cherokee. Według danych z 2000 roku gmina miała 405 mieszkańców, a jej powierzchnia wynosi 93,86 km².